# L'angelo nero (racconti)
L'angelo nero è una raccolta di racconti, dello scrittore Antonio Tabucchi, pubblicata nel 1991. Nello stesso anno il libro ha vinto il Premio Flaiano per la narrativa
Il libro è stato tradotto in spagnolo, francese, portoghese, neogreco, giapponese, tedesco e persiano.

## I racconti
In una nota introduttiva, l'autore dichiara che i racconti sono il risultato di un complesso periodo della sua vita: gli dànno disagio e preferisce congedarli senza tante parole di accompagnamento.

### Voci portate da qualcosa, impossibile dire cosa
Un narratore si rivolge al protagonista e lo fa in seconda persona. Dapprima viene descritto un gioco: ascoltare le frasi dei passanti e poi raccoglierle in un ordine di fantasia, per farne un racconto. Eppure, l'uomo che fa questo gioco, all'interno di un bar dove conosce un po' tutti, sente la voce di Tadeus: "Devi sapere", questo è il senso del messaggio. Però Tadeus non c'è più da tempo, come potrebbe parlare? L'uomo esce in fretta e non sente più nulla, ma i ricordi che aveva creduto di cancellare dentro di sé si fanno largo con prepotenza. C'era stata una villa, un tempo, veniva Tadeus. Ci viveva Isabel che non voleva stare sola. E inoltre la storia di un romanzo scritto e buttato via. L'uomo implora Tadeus di farsi nuovamente sentire: "Cos'hai da dirmi?" E la voce si manifesta di nuovo al bar, dalla bocca di un piccolo calciatore: "Lo saprai se verrai sulla Torre, il luogo più alto della città". L'uomo non si fa attendere e intanto i ricordi gli urgono dentro. Arriva sulla sommità della torre proprio quando un violento temporale si è finalmente scatenato. Guarda in basso, la vertigine lo guida. Solo tu, Tadeus potevi darmi questo appuntamento.

### Notte, mare o distanza
(Anassimandro)
Tadeus è un poeta e ha appena ritirato il suo ultimo libro. Con lui sono quattro giovani: Tiago e Michel, Luisa e Joana. Più volte i giovani si congedano e più volte ritornano indietro, creando un circolo vizioso: ma finalmente scendono in strada. Hanno brindato alla poesia e Tadeus ha risposto: "Perché è un buon viatico". Nel buio della notte i quattro sono avvicinati da uno sconosciuto in automobile, che li immobilizza puntando loro una pistola. Egli pretende le loro giacche, poi le borsette e dopo aver frugato, lascia cadere ogni cosa nel rigagnolo tra la strada e il marciapiede. Continua a minacciare con la pistola e dal finestrino esce una grossa cernia che cade anch'essa boccheggiante nel rigagnolo. Joana prova pena per l'animale, anche se gli altri lo definiscono maledetto e infetto, quindi l'uomo dell'auto impone a Luisa di andarsene e prende a bordo gli altri tre. Ha spaccato i denti a Tiago perché non ha con sé i documenti, ma interviene Tadeus che aiuta a raggiungere la macchina del ragazzo. Finalmente l'uomo se ne va, dopo aver compiuto altra violenza, verbale questa volta. Ciascuno si avvia verso la sua destinazione, solo Joana torna alla casa di Tadeus per raccogliere il pesce morente e sembra che si crei un altro circolo vizioso, con lei che sempre sale le scale a dorso di cernia.

### Staccia buratta
La donna, non più giovane e non ancora vecchia, ha deciso di raccontarsi la sua storia. Ma deve partire da una fine, non sa ancora quale sia l'inizio. Giovane e ottimista, aveva fatto quotidianamente un lavoro di bibliografia per Edoardo, che doveva scrivere un libro, e si rendeva conto che il lavoro era suo, non del compagno. Così una sera, tornata nella casa e trovatala vuota, aveva deciso di sparire con il manoscritto, lasciando solo il frontespizio e un'indicazione: Per scherzo. Poi tutto era andato per il verso giusto, la pubblicazione, l'ascesa nel mondo letterario, il prestigio di essere l'esperta di soggetti come gli scherzi e affini. Ed ora andava a tenere una conferenza, tuttavia il treno era in ritardo. Stanca di baloccarsi con la sua storia, la donna fa amicizia con un signore anziano e lo convince ad andare a cena insieme e poi a passare la notte in un albergo lì presso. L'uomo, un professore di latino in pensione, è molto titubante: sa chi è la donna e non vorrebbe compromettersi. La serata però ha il suo compimento quando, dopo cena, la donna vuole fare un bagno e nella testa le ronza una filastrocca:Staccia buratta.... Dopo l'amplesso con l'occasionale compagno lei ha ancora in testa qualcosa e mentre lui dorme, lei si inginocchia sul pavimento e tenta una preghiera dimenticata: il suo ricordo è arrivato alla prima infanzia e a qualcuno che la culla con tenerezza. Ma lei non ricorda più tutta la preghiera. Ha invocato il suo Angelo Custode e, girandosi verso lo specchio, lo vede la, con la sua testolina di bimba e le ali senza piume, ma con un pelame raso. Scoppia in pianto e sveglia il compagno che le chiede cosa succede. Lei lo prega di andarsene.

### Il battere d’ali di una farfalla a New York può provocare un tifone a Pechino?
Due uomini si fronteggiano seduti a un tavolo in un ufficio. Il primo, vestito di azzurro, interroga il secondo, di mezza età e con capelli grigi. L'uomo in azzurro ha dato un nome in codice a quello dei capelli grigi e lo chiama Signor Farfalla. Nel passato di Farfalla ci sono molte azioni criminali di diverso peso, ma la più grave accusa è che egli abbia guidato l'auto di un attentatore. Ora l'uomo in azzurro invita l'interrogato a confessare e a dichiararsi pentito delle sue azioni. La cosa sembra urtare con le molte ammissioni che Farfalla asserisce: se il gruppo di natura politica non legale cui aderiva  trent'anni prima, gli avesse chiesto di rubare un'auto e partecipare all'attentato, certamente lui non si sarebbe mai rifiutato. E così per tutte le altre azioni passibili di condanna da parte della legge. Però, pur collaborando, Farfalla non capisce perché Azzurro lo voglia pentito: non comprende come mai all'altro prema così tanto. E non comprende che un battito di ali di una farfalla può scatenare un tifone molto lontano. Allora chiede all'uomo in azzurro quale sia il suo nome. Quello risponde: Coscienza, la tua coscienza.

### La trota che guizza fra le pietre mi ricorda la tua vita
Un anziano poeta sa di avere una signora in attesa di lui, ma differisce l'incontro. Nel frattempo pensa a una donna che ha amato negli anni '40 del Novecento: Lucrezia. Ha un dialogo mentale con Lucrezia, poi scrive su un foglio che ripiega in quattro. La signora continua ad aspettarlo e lui dice che la inviterà a cena. Ma ancora pensa a una donna che ha amato prima di Lucrezia, l'americana Connie, che lui ha voluto chiamare Lydia. Ciò che ha trascritto nel foglio è una poesia che un tempo dedicò a lei. Finalmente il poeta si decide a ricevere la signora bionda che è venuta in visita: lei gli mostra con orgoglio un saggio che è uscito su di lui in lingua inglese. Lui borbotta un verso a proposito di una trota:
.
Da quando ha ricopiato lo scritto, sente un gran bisogno di cantare, cantare il Requiem di Giuseppe Verdi. La cena procede con grande contentezza della donna. Alla fine lui prende il foglio che ha in tasca e dice che si tratta di un madrigale scritto apposta per lei. Mentre la donna legge, lui pensa varie cose: che è stupida, che non è all'altezza. Poi sente un bisogno di assoluzione prima di aver peccato e ancora il desiderio di cantare il Requiem di Verdi. Ebbene, la donna è commossa dal madrigale e lui spara una serie di bugie, che le farà omaggio di venti poesie da presentare alla stampa cinque per ogni anno. Lei dichiara che farà tutto ma, uscita di casa, suona e al citofono gli snocciola i due versi sulla trota. Dunque ha capito che lui ora andrà con Lucrezia e Lydia, i suoi amori segreti.

### Capodanno
Il racconto è diviso in 18 brevi capitoli.
Duccio ha una decina d'anni e studia in collegio. È l'ultimo giorno dell'anno e il ragazzo è a casa, in attesa di una grande festa per il Capodanno. Egli ritorna indietro negli anni con l'aiuto di un amico immaginario: il Capitano Nemo. L'ossessione di Duccio riguarda i suoi genitori: li ha visti morti sul fondale di un mare fantastico. Papà è morto sul serio, a Salò, con un passato di fascista terrorizzante; la mamma e lo zio Jacopo invece vivono con lui nella grande e ricca villa di famiglia. Ma già una volta è accaduto che la mamma abbia ricevuto un misterioso pacchetto e in seguito abbia cercato di togliersi la vita. E il babbo, in una notte lontana, ha permesso di guidare nei sotterranei una squadra con prigionieri. Tra un pensiero e un sonno, Duccio decide, quando ormai la festa è cominciata, di scendere nel sotterraneo e di vedere le macchie: lui sa bene, ma non ha mai voluto vedere. Vi sono le tracce di sei corpi che Duccio circonda con un pezzo di carbone, rivelandone le inconfondibili sagome, quindi il ragazzo traccia sei croci sulle sagome. Infine trova un topo morto che confeziona in un pacchetto per la mamma. Poi, prendendo un pesce rosso in cui ha coltivato un bacillo letale, ne perfora con un dito l'involucro.

## Edizioni
- Antonio Tabucchi, L'angelo nero, Feltrinelli, Milano 1991